# Opština Butel
Die Opština Butel (mazedonisch Општина Бутел; albanisch Komuna e Butelit) ist eine der zehn Opštini der nordmazedonischen Hauptstadt Skopje. Sie schließt sich nördlich an die Opština Čair an. Während ein kleinerer Teil südwestlich des Vardars liegt, erstreckt sich das Gebiet der Opština nahezu 20 Kilometer nach Nordosten. Dort befindet sich auch der Ort Butel.
Der Bezirk hatte laut der letzten Volkszählung vom Jahr 2021 über 37.968 Einwohner. Davon waren 17.011 Mazedonier, 14.095 Albaner, 1.314 Türken, 1.133 Bosniaken, 606 Serben, 565 andere, 501 Roma, 73 Aromunen, 8 undeklariert, 9 unbekannt und 2.653 Personen wurden von den Gemeinderegistern gezählt, deren ethnische Zugehörigkeit unbekannt war.